# Андреевка (Черниговский район)
Андре́евка (укр. Андрі́ївка) — село Черниговского района Черниговской области Украины, центр сельского Совета. Расположено на берегах реки Балынь (приток Десны), в 27 км от районного центра и в 17 км от железнодорожной станции Жидиничи ответвления Жукотки — полигон Гончаровское участка Чернигов — Йолча Юго-Западной железной дороги. Население 879 человек.
Код КОАТУУ: 7425580301. Почтовый индекс: 15560. Телефонный код: +380 462.

## История
Возле села Андреевка обнаружены курганный могильник и поселение периода Киевской Руси (IX—XIII вв.).
Андреевка основана в середине XV в. В селе была Михайловская церковь (в 1740-1741 гг — священник Иван Федорович Павловский). С 1861 года в составе Слабинской волости Черниговского уезда.
Советская власть установлена в январе 1918 г. На фронтах Великой Отечественной войны против гитлеровских оккупантов сражалось 556 жителей, из них 278 награждены орденами и медалями, 242 погибли. На братской могиле советских воинов, погибших при освобождении Андреевки от гитлеровских оккупантов, установлен памятник. В этой братской могиле похоронен Герой Советского Союза, русский, сержант П. К. Мурахтов — командир отделения разведки 894-го стрелкового полка 211-й Черниговской стрелковой дивизии. Также установлен памятник «воинам-односельчанам, погибшим в боях против немецко-фашистских захватчиков».

## Власть
Орган местного самоуправления — Андреевский сельский совет. Почтовый адрес: 15554, Черниговская обл., Черниговский р-н, с. Андреевка, ул. Советская (Радянська), 131.

## Галерея
- Жилой дом
- Колодец
- Дом священника
- На улице
- Поворот
- Домик
- Сельский пейзаж
- Усадьба "Андреевские озёра"
- Вид на Андреевские озёра
- Экспонаты музея